# Северинівський парк
Северинівський парк — парк-пам'ятка садово-паркового мистецтва місцевого значення, розташований на території с. Северинівка Жмеринського району Вінницької області. Оголошений відповідно до Рішення Вінницького облвиконкому № 187 від 13.05.1964 р. та рішення 13 сесії Вінницької обласної Ради 22 скликання від 26.12.1997 р.
Охороняється парк ландшафтного типу, розташований на високому березі річки Рів за 12 кілометрів від міста Жмеринки. Заснований у першій половині XIX століття.
Від в'їзної брами веде алея, обабіч неї — квіти. Тут же зростають ялинки, плакучі верби, каштани та берізки. За палацом з поступовим пониженням спадає величезна галявина з окремими групами дерев. Це — одне з найкрасивіших місць Северинівського парку. Попід самим берегом річки Рів — алея, яка оперізує всю територію парку.
Цінна флора представлена липою кам'яною, бархатом амурським, різновидами спіреї та рядом інших рослин. Всього в парку понад 60 видів і форм деревних порід. Територія займає 43,5 га. Нині в палаці розташовано лікувальний корпус кістково-туберкульозного санаторію.

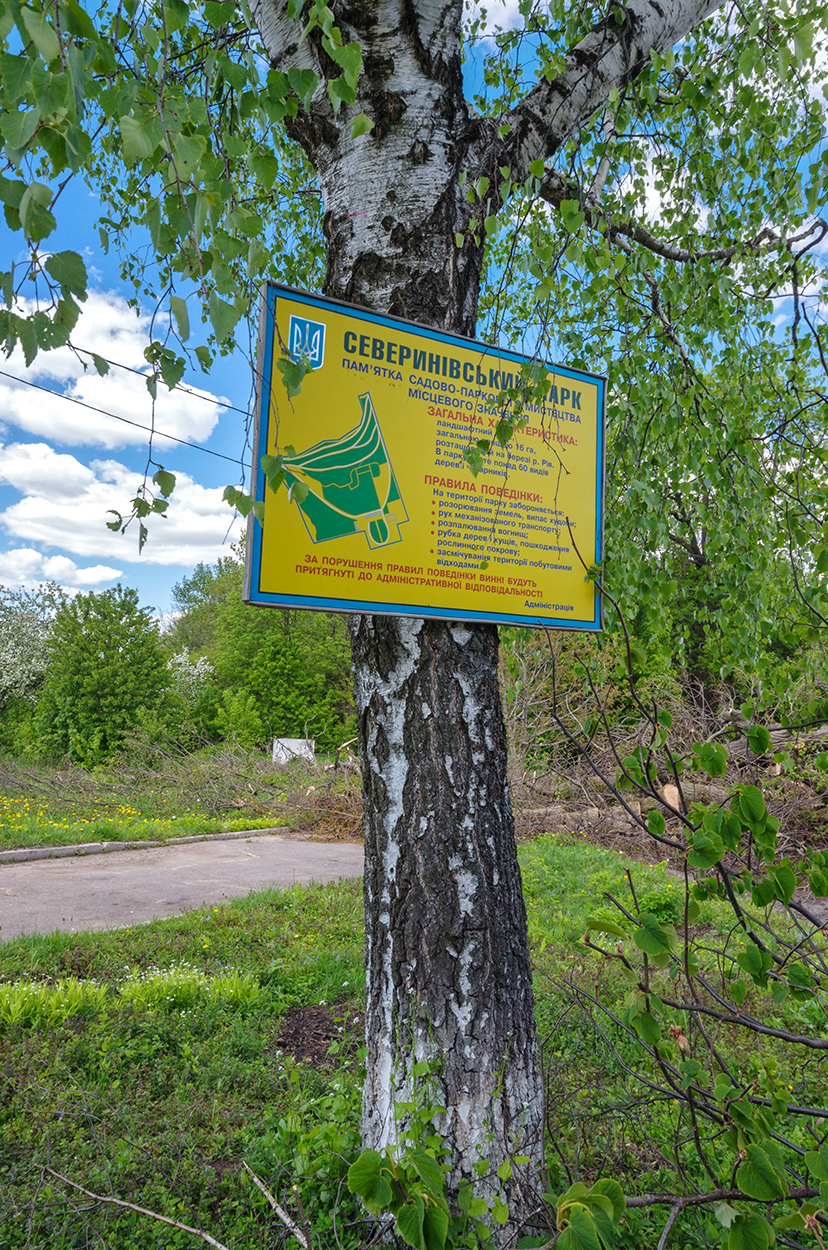
Знак Северинівського парку
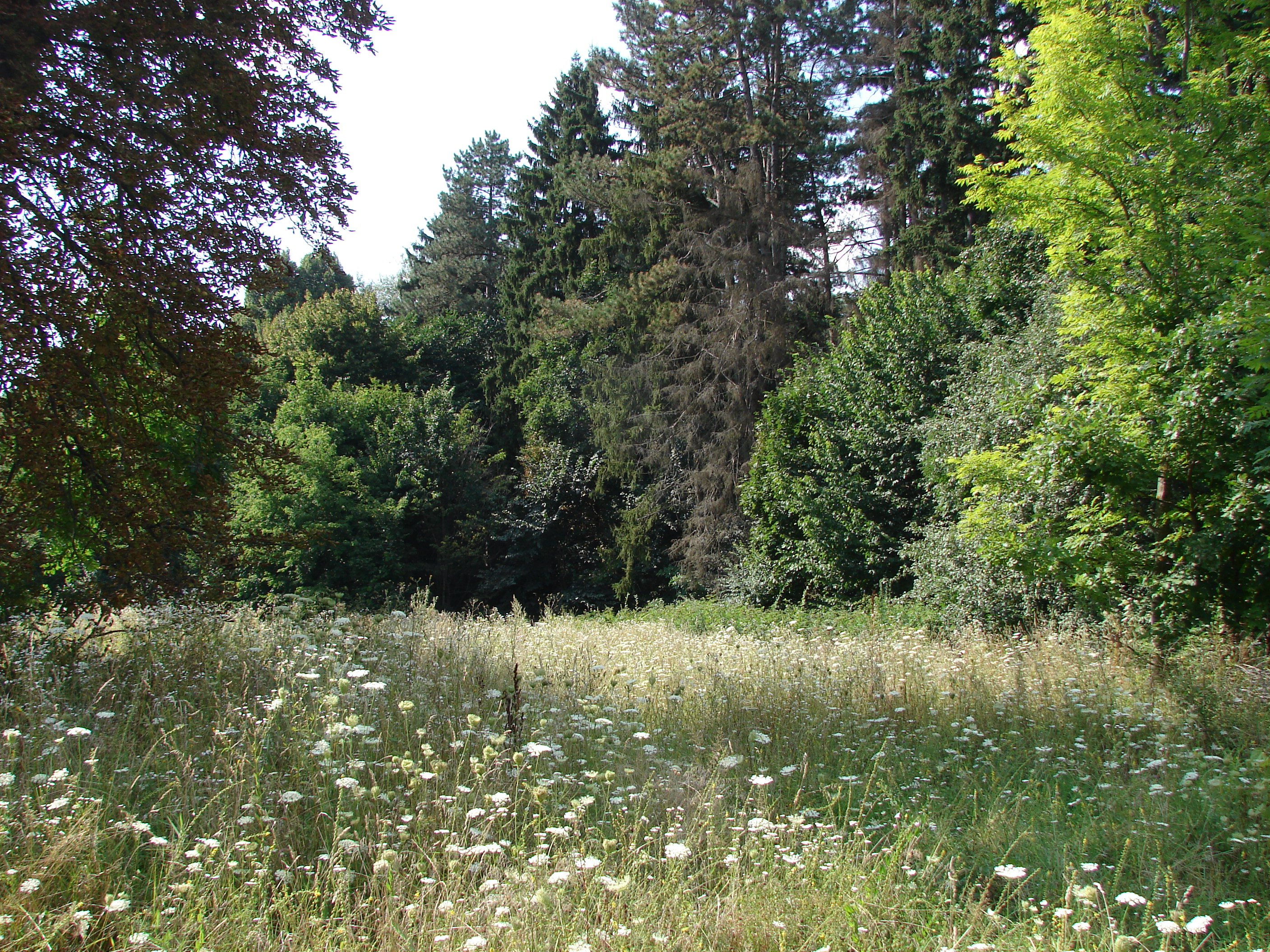
Галявина
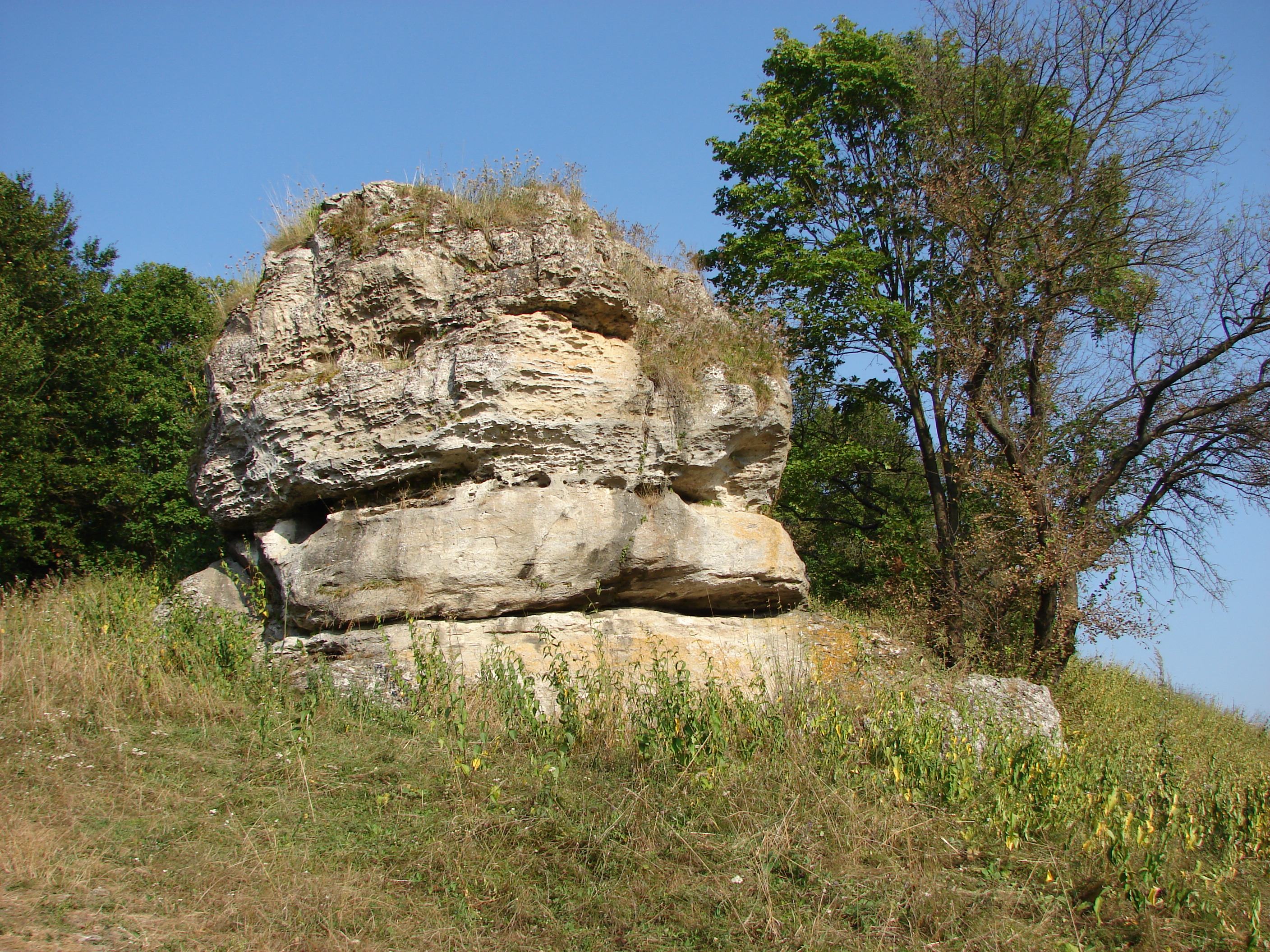
Скеля
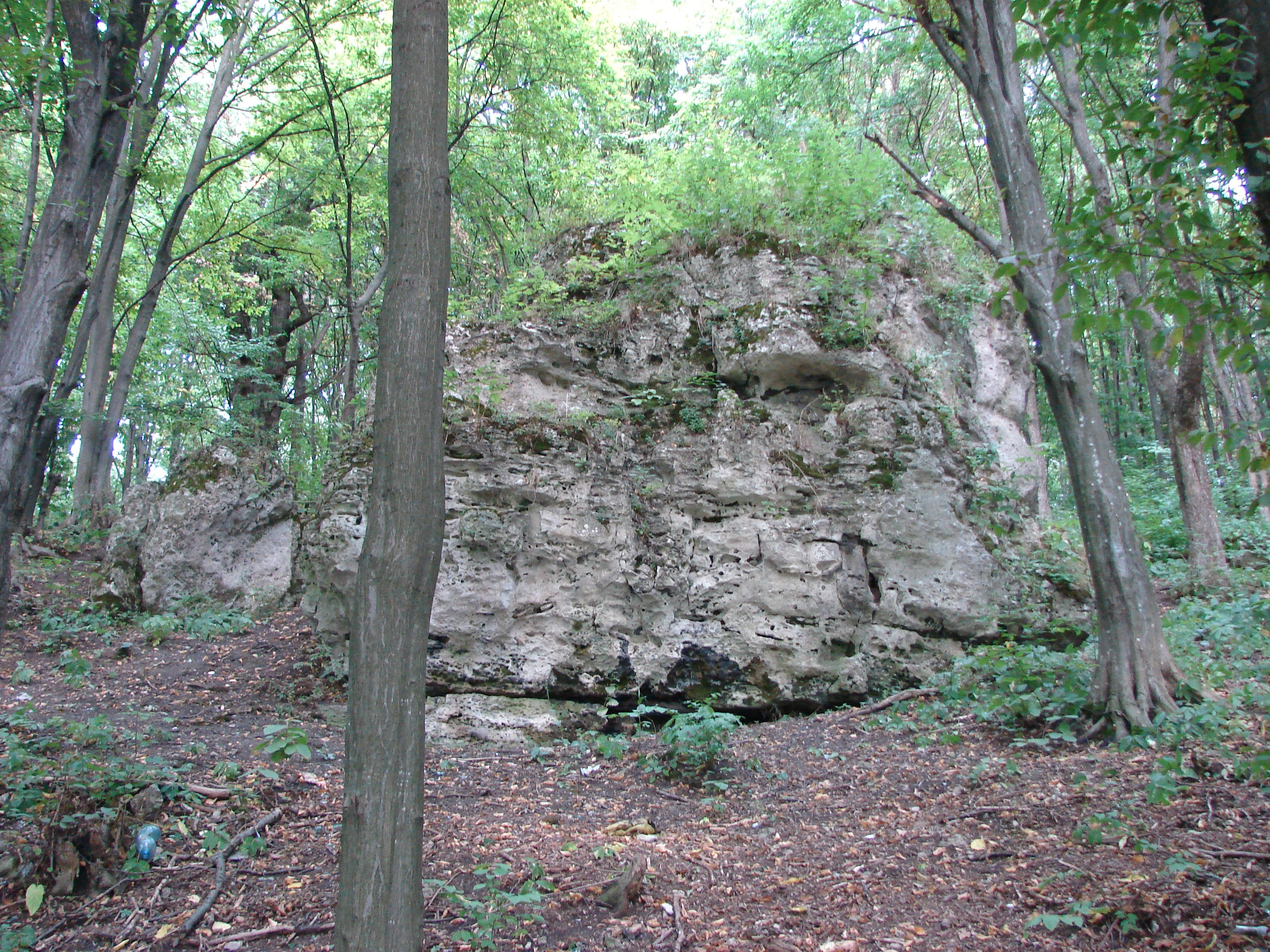
Скеля, прихована під деревами лісу
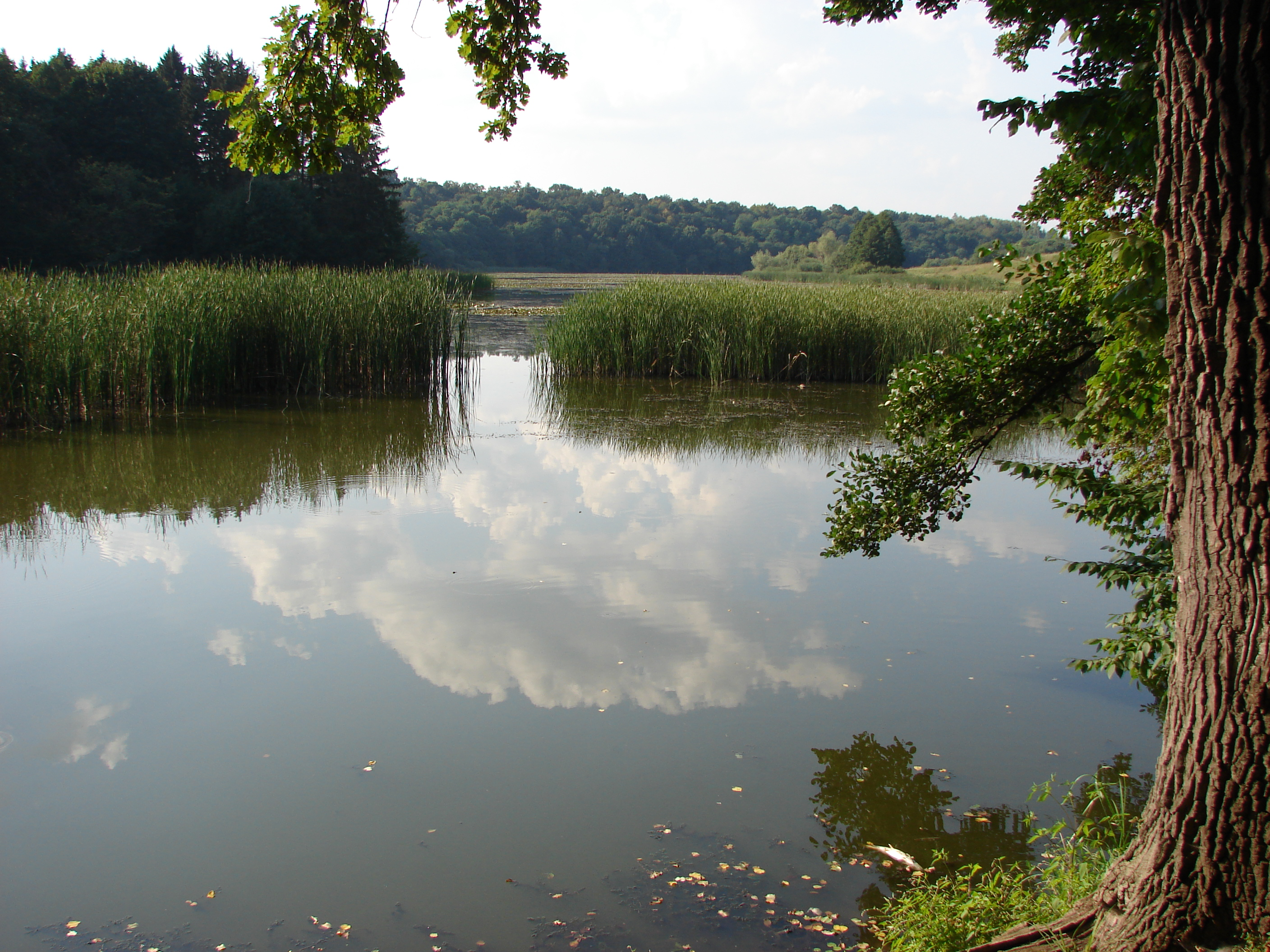
Ставок